# Jørgen Schleimann
Jørgen Hübertz Schleimann (født 22. januar 1929 i Svendborg, død 7. juli 2016) var bibliotekar, journalist og redaktør og direktør for TV 2. Han var programredaktør ved Radioavisen til 1982. Hans afgang fra DR blev dramatisk, da han i protest mod ledelsens afskedigelse af Claus Walter og Ib Rehné opsagde sin stilling for at søge den igen. Det mislykkedes, da stillingen blev besat til anden side. Schleimann indførte timenyheder på P3 i 70'erne.

## Baggrund
Han blev født i Svendborg. Han blev gift i Bregninge Kirke med Grete Nielsen (1950-52), dernæst i Århus med bibliotekar Aase Bülow Bredsted (1952-99) og til sidst med programredaktør ved TV 2 Annie Gertz (1999-2016).[kilde mangler]

## Karriere
Schleimann var bibliotekar fra Statens Biblioteksskole i 1954.[kilde mangler]
Omkring 1961 var Schleimann gæst hos Institut d´Études Congolaises i Brazzaville, DR Congo og skrev da artikler som blev udgivet i Information, Dagens Nyheter og det finske Hufvudsstadsbladet.
- Medstifter af Anti-Apartheid Komiteen 1961[kilde mangler]
- Han har arbejdet ved flere dagblade, bl.a. Information.[kilde mangler]
- Programredaktør og souschef for Radioavisen (1972-1982)[kilde mangler]
- Han var programchef (1976-82) og lancerede aktualitetsprogrammet Orientering på P1[kilde mangler]
- Chefredaktør for Weekendavisen (1984-87)[kilde mangler]
- Administrerende direktør og første programchef for TV 2 (1987-92)[kilde mangler]
- Administrerende direktør og ansvarshavende chefredaktør for Jyllands-Posten i 95 dage fra 1. august til 4. november 1992. Hver dag havde JP mottoet: "Frisind er andet og mere end frisind blandt ligesindede".[kilde mangler]

Schleimann medvirkede i den danske film: Giv Gud en chance om søndagen fra 1970, hvor han spillede en birolle som teolog.

## Tillidshverv
- Bestyrelsesmedlem i Frihed og Folkestyre[kilde mangler]
- Han var formand for Europabevægelsen fra 1997 til 2001 og kandidat til Europa-Parlamentet for partiet Venstre i 1994 og 1999 og folketingskandidat ved valgene i 1994 og 1998.[kilde mangler]